# Щербаков, Сергей Анатольевич
Сергей Анатольевич Щербаков (род. 1960) — русский советский писатель, прозаик, поэт, литературовед и педагог, доктор филологических наук.  Член Союза писателей СССР с 1988 года. Лауреат Государственной премии РСФСР имени М. Горького (1987).

## Биография
Родился 8 октября 1960 года в городе Орехово-Зуево Московской области в семье педагогов, в 1961 году семья переехала в город Долгопрудный.
С 1977 по 1982 год обучался в Московском лесотехническом институте. С 1982 по 1988 году обучался на заочном отделении Литературного института имени А. М. Горького. С 1982 по 1987 год работал в редакциях Всесоюзного радио, впоследствии став редактором литературно-драматической редакции. С 1987 года в должности ведущего редактора отдела поэзии издательства «Молодая гвардия». С 1998 года на педагогической работе в Московском лесотехническом институте: преподаватель русского языка и заведующий кафедрой перевода, русского и иностранного языков. В 2003 году С. А. Щербаков защитил диссертацию на соискание учёной степени 
кандидат филологических наук по теме: «Эволюция лирики Н. К. Старшинова в свете традиций русской поэзии», в 2013 году — доктор филологических наук по теме: «Растительный мир как природный, историко-культурный и духовный феномен в русской поэзии XX века».
Член Союза писателей СССР с 1988 года. Литературным творчеством начал заниматься с 1977 года, в 1983 году из под пера Щербакова вышла поэтическая подборка вошедшая в сборник «Молодые поэты Москвы», вышедшая  в известном издательстве «Молодая гвардия».
В 1986 году в издательстве «Современник» вышла первое поэтическое произведение С. А. Щербакова «Веселая судьба», в 1987 году за это произведение он был удостоен Государственной премии РСФСР имени М. Горького и в 1988 году стал одним из самых молодых членов Союза писателей СССР.
В последующем поэтические произведения Щербакова выходили в сборниках: «Русские писатели» и «Русская поэзия. XX век» (1999), он был автором поэтических и прозаических произведений таких как: «Воскресная любовь» (1992), «Как Иван-дурак жениться ходил» (1998), «Дар» (2002), «Имена любимых женщин» и библиографическое произведение «Старшинов» (2006) изданное в серии Жизнь замечательных людей в издательстве «Молодая гвардия». В 2017 году был участником и докладчиком Международной научной конференции, посвященной 122-й годовщине со дня рождения С. А. Есенина проходившей под эгидой Института мировой литературы имени А. М. Горького РАН.

## Творческие оценки
По оценке поэта Олега Шестинского, написанной к выходу поэтического сборника С. А. Щербакова «Весёлая судьба»: «Сергей Щербаков оптимистичен: „Любовь чиста, весна всесильна, А Родина моя бессмертна“… Радует и волевая, деятельная мысль, пронизывающая стихи…».
По словам литературного критика Павла Ульяшова: «Явно талантлив… совсем молодой Сергей Щербаков… Он из тех поэтов, которые умеют видеть в частном явлении — например, насильственно прерванном полёте селезня — последствия событий, разрешающихся в логической цепочке причинных связей мировым катаклизмом: „Нет, мне не слишком жаль его полета, Об этом глупо было б говорить, Я всё о том, что ширится охота, Что трудно выжить и легко убить. И лунный диск с того так желт и жуток, Что в гонке человеческих страстей Одни, как я, охотятся на уток, Другие больше любят на людей…“».
Писатель Александр Межиров так оценивал творчество Щербакова: «В его стихах есть тематическая многозначность, но ничто не нарушает впечатления естественности, цельности, органического единства. Романтический пафос сочетается со сдержанной, подчеркнуто прозаической интонацией… общий драматизм — с намеком на юмористическую нотку…». А поэт Геннадий Красников в поэтических произведениях Щербакова отмечал «очень солидную культуру стиха… изящество формы и современную оснащенность стихотворной техники».

## Премии
- Государственная премия РСФСР имени М. Горького — «За лучшую первую книгу года» (1987[1])
- Литературная премия имени С. А. Есенина (2005[2])